# Especificació
En informàtica, una especificació és una definició formal o semi-formal d'un sistema informàtic ja sigui un programa informàtic, un component de programari, una llibreria o qualsevol altre tipus de programari. Poden existir múltiples implementacions per a una especificació concreta. Per exemple una mateixa especificació pot estar implementada en diferents llenguatges de programació. Sovint les especificacions són estàndards. Per exemple, els navegadors web contenen diferents implementacions d'estàndards definits pel consorci WWW. En programació orientada a objectes les especificacions (que normalment es realitzen mitjançant interfícies) defineixen les signatures dels mètodes, serveis o funcionalitats que ha d'oferir una classe i la descripció de cada un d'aquests mètodes. La descripció de cada mètode sol contenir precondicions i postcondicions.